# Ахмед Шахид
Ахмед Шахид (* 1964) је малдивски политичар и некадашњи министар иностраних послова Малдива. Био је министар иностраних послова у два наврата, од 14. јула 2005. до 20. августа 2007. и од 12. новембра 2008. до 10. децембра 2010.
Ахмед Шахид је познат по томе, што је по подацима опозиционе странке, у марту 2009. године продао признање независности Косова и Метохије швајцарском албанцу Беџету Пацолију за 2 два милиона америчких долара.. Председник Мохамед Нашид је наредио истрагу.